# (612045) 1996 RR20
(612045) 1996 RR20 est un objet transneptunien faisant partie des plutinos.

## Caractéristiques
(612045) 1996 RR20 mesure environ 200 km de diamètre.

## Découverte
(612045) 1996 RR20 a été découvert le 15 septembre 1996.